# Antigenes (generaal)
Antigenes (Grieks: Ἀντιγένης) was een generaal van Alexander de Grote die ook had gediend onder Philippus II van Macedonië. Hij verloor een oog tijdens het beleg van Perinthus (340 v.Chr.). Na de dood van Alexander in 323 v.Chr. kreeg hij Susiana als zijn satrapie. Hij was een van de commandanten van de Argyraspides (de zilveren schilden, de veteranen die hadden meegedaan aan Alexanders veldtocht in Perzië.). Hij koos samen met zijn troepen de kant van Eumenes. Door de nederlaag van Eumenes in 316 v.Chr. viel Antigenes in de handen van zijn vijand Antigonos, en werd levend verbrand door hem.